# Newburg (Pensilvânia)
Newburg é um distrito localizado no estado norte-americano de Pensilvânia, no Condado de Clearfield.

## Demografia
Segundo o censo norte-americano de 2000, a sua população era de 81 habitantes.
Em 2006, foi estimada uma população de 78, um decréscimo de 3 (-3.7%).

## Geografia
De acordo com o United States Census Bureau tem uma área de
4,5 km², dos quais 4,5 km² cobertos por terra e 0,0 km² cobertos por água.

## Localidades na vizinhança
O diagrama seguinte representa as localidades num raio de 16 km ao redor de Newburg.